# Lucas Green (Surrey)
Lucas Green – wieś w Anglii, w hrabstwie Surrey. Leży 42 km na południowy zachód od centrum Londynu.